# تونادا
تونادا هو أسلوب الموسيقى الشعبية في إسبانيا وبعض بلدان أمريكا اللاتينية (الأرجنتين، شيلي، بيرو، بوليفيا، فنزويلا). في إسبانيا في الوقت الحاضر، تعتبر «سونغ بيس» التقليدية المعروفة باسم تونادا قد نشأت في أستورياس وكانتابريا، على الرغم من أن تونادا هي الكلمة الإسبانية التي يمكن أن تعني «لعبت أو رقصت» واستخدام الموسيقى باللغتين الإسبانية والإنجليزية أكثر تحديدًا.

## الباروك بيرو
تميزت موسيقى البونو ذات الطراز الباروكي عن أغنية تونو إنغو أو تونادا، وهي أغنية علمانية، وهي نوع أساسي من الموسيقى الإسبانية والبرتغالية في القرن السابع عشر. تم العثور على أمثلة من تونادا الباروك في كوديكس مارتينيز.

## الأرجنتين
الشكل الأرجنتيني من توندا ينشأ من منطقة كويو وعادة ما يتم استخدلمة من قبل مجموعة الإيتار.

## تشيلي
عادةً ما يكون تونادا تيلدا الشعبي الفنزويلي الريفي عادة أغنية بسيطة «رتيبة» بطيئة الحركة بموضوع حزن.

## فنزويلا
في فنزويلا تميل طنادا إلى تقديمها كأغاني عمل ترافق العديد من المهام مثل الحلب، الزراعة، الرعي، الصيد، طحن الذرة، حصاد. ترمز هذه الأغاني، بالإضافة إلى أنها تشكل طقوس عمالية، إلى روح التعايش بين أولئك الذين يؤدون المهام المشتركة.
ووفقاً للموسيقي الفنزويلي، الموسيقي والملحن لويس فيليبي رامون واي ريفيرا، فإن تونادا هي أغنيات نفعية تتميز بنظامها الأحادي، حيث يتضح الانسجام بوضوح من خلال الملاحظات الطويلة من ستة أو ثمانية أو أكثر من الأوقات المعتدلة. التي ترفق الايقاعات.
كان المغني والمؤلف الموسيقي الفنزويلي المتوفى والمغني سيمون دياز هو الأسس الأكبر في هذا النوع، الذي أنقذ وأعلن خلال مسيرته في التسجيل.